# ایالت باوچی
ایالت باوچی (به لاتین: Bauchi State) یک ایالت در نیجریه است.

## خصوصیات
ایالت باوچی ۴۹٬۱۱۹ کیلومترمربع مساحت و ۴٬۶۵۳٬۰۶۶ نفر جمعیت دارد.